# La daga de Rasputín
La daga de Rasputín es una película dirigida, escrita y protagonizada por Jesús Bonilla que se estrenó el 14 de enero de 2011. Muchos la han visto como la secuela de El oro de Moscú pero el director lo ha negado.

## Producción
La película cuenta con Enrique Cerezo P.C. y Telecinco Cinema en la producción y está dirigida por Jesús Bonilla, que a su vez es coautor del guion junto a Joaquín Andújar. Se construyeron más de 5.000 metros cuadrados de decorados para rodar los interiores de la historia, que contaban también con un enorme despliegue de efectos digitales y elementos de producción. Para los exteriores, el equipo se trasladó al Palacio de las Salinas de Medina del Campo (cuyo balneario guarda numerosas similitudes arquitectónicas con los que se encuentran en el Báltico) y a Moscú, donde se han rodado escenas en la Plaza Roja.

## Sinopsis
Forjada en el antiguo Egipto, la daga es una joya legendaria que da un poder casi absoluto a quién la posee. Personajes cómo Julio César, Atila o Napoleón Bonaparte (interpretado por Miguel Ángel Tudela) han sido sus dueños. Con la muerte de su último dueño, Rasputín, el paradero se pierde en Rusia, siendo buscada por muchísimas personas.
Un buen día el preso Jacinto (Antonio Resines) es identificado por la mafia rusa como portador de una anomalía genética relacionada con la daga. A partir de entonces, sus compañeros de celda Papeles (Jesús Bonilla) y el Araña (Antonio Molero) le acompañarán en una delirante aventura llena de fugas y persecuciones que les conducirá hasta el corazón de Rusia.
Jacinto no quiere salir de la cárcel a toda costa. Impiden que provoque un incendio. En el trayecto a otra cárcel un helicóptero secuestra la furgoneta. A ellos los desvisten mientras se llevan a Jacinto.
Consiguen robar una caravana a unos documentalistas. Acaban en el lugar donde Jacinto está secuestrado y lo salvan.
Van los tres a casa de Papeles, descubre a su padre fallecido, mientras interroga a Jacinto que le cuenta los últimos minutos de vida de su padre. 
Tras ir a un psiquiatra y recordar dónde la dejó, marchan los tres junto a la mujer e hija de papeles a Rusia consiguiendo despistar a unos mafiosos rusos prosoviéticos
Llegan a Rusia y contratan a un taxista. Consigue llegar a unas ruinas donde un anciano ayuda a Jacinto a conseguir información, consiguen llegar a casa de Jacinto y, finalmente, a un palacio donde la taxista se destapa como la hija de Kazkin. Pero ella se ha enamorado de Jacinto, les lleva a su casa y descubre a su novia con otra. 
Descubren gracias al cuadro "El triunfo de la voluntad" y una jugada de ajedrez que están en el puño de Lenin. Pero le lleva a otro lado, a los pies de San Nicolás Davidov. Allí llega a manos finalmente de Kirilenko quien se adueña del mundo.

## Reparto
| Intérprete                | Personaje            |
| ------------------------- | -------------------- |
| Antonio Resines           | Jacinto              |
| Jesús Bonilla             | Papeles              |
| Antonio Molero            | Araña                |
| Juan Luis Galiardo        | Zadkin               |
| Carolina Bang             | Ludmila              |
| María Barranco            | Alejandra            |
| Carmen Vicente-Arche      | Carmen               |
| Fernando Conde            | Psiquiatra           |
| Rafael Moraleda           | Jacinto niño         |
| Marina Lozano             | Tatiana              |
| Andrés Pajares            | General Krilenco     |
| Janfri Topera             | Director cárcel      |
| Mario Pardo               | Perista              |
| Tomás Sáez                | Domingo              |
| Goizalde Núñez            | Guardia Civil        |
| José María Sacristán      |                      |
| Motokazu Kawamura         | Chino                |
| Ramiro Blas               | Anatoly              |
| Gabino Diego              |                      |
| Juan Viadas               | Mijail               |
| Julián Teurlais           | Guarda Prisión 2     |
| Mark Nuyten               | Naturalista          |
| Mar Corzo                 | Naturalista          |
| Alfonso Delgado           | Policía Municipal 2  |
| Ana María Ventura         | Irina                |
| Donat Mbuyi               | Agregado Embajada    |
| Gloria Patricia Velásquez | Lucrecia             |
| Antonio Villaverde        | Misha                |
| Leticia Sabater           | Sasha                |
| Maria Ivanova             | Gobernanta Rusa      |
| Chete Guzmán              | Médico Hospital      |
| Alberto Chaves            | Padre Hospital       |
| Paco Torres               | Policía Hospital     |
| Antonio Gómez             | Guarda Calle         |
| Guillermo Estrella        | Niño Ruso            |
| Filip Bulgary             | Guardia Tumba Lennin |
| Óscar Mayer               | Tanque               |
| Mercedes Arbizu           | Policía Municipal    |
| Yolanda Brown             | Air Hostess          |
| Armando Buika             | Agente de la CIA     |
| Yulia Demóss              | Extra                |
| Francisco Javier Pastor   | Monje                |
| Fernando Prados           | Espía americano      |